# Zasmidium
Zasmidium Fr. – rodzaj grzybów z rodziny Mycosphaerellaceae.

## Systematyka i nazewnictwo
Pozycja w klasyfikacji według Index Fungorum: Mycosphaerellaceae, Mycosphaerellales, Dothideomycetidae, Dothideomycetes, Pezizomycotina, Ascomycota, Fungi.
Takson ten utworzył Elias Fries w 1849 r. Synonimy: Acrocladium Petr., Acrodesmis Syd., Biharia Thirum. & Mishra, Periconiella Sacc., Verrucispora D.E. Shaw & Alcorn.

## Niektóre gatunki
- Zasmidium cellare (Pers.) Fr. 1849
- Zasmidium lythri (Westend.) U. Braun & H.D. Shin 2012
- Zasmidium subsanguineum (Ellis & Everh.) U. Braun 2010

W piwnicach z winami często spotykana jest tzw. szlachetna pleśń piwniczna Zasmidium cellare.